# そのうち結婚する君へ
『そのうち結婚する君へ』（そのうちけっこんするきみへ）は日本テレビ系列で1994年1月15日 - 3月26日に土曜グランド劇場枠で放送された秋元康原作のテレビドラマ。全11回。

## 概要
唐島信人との結婚を間近に控えた古沢佳子。しかし、挙式予定だった式場担当者の手違いから、ダブルブッキングが発覚する。挙式が3か月延期となり、とりあえず入籍ということになってしまう。その直後に佳子は、元恋人であり、同僚の異母兄である小田沼と再会。小田沼は、かつて破綻の原因となった、いい加減で無責任な性格ではなくなり、ホテルチェーンの後継者として立派な男になっていた。同時に信人のセコさ、彼の母、かな子の嫁いびりなどに幻滅した佳子は、次第に彼との別れを考えるようになる。
紆余曲折の末、佳子は小田沼とは完全に別れ、唐島家からも除籍するが、佳子を忘れられない信人の熱心なプロポーズの末、復縁となる。
鹿児島テレビにおける『グランド劇場』作品の放送は本作が最後となった (次作品の『家なき子』からは鹿児島読売テレビで同時ネット) 。

## キャスト
古沢佳子 - 藤谷美和子
信人との挙式が延期。入籍はしたものの、マリッジブルーに加え、かつての恋人である小田沼との再会などもあり、心揺れる。美容師。
唐島信人 - 仲村トオル
佳子の婚約者。心優しい性格だが、入籍直後から弱い一面を見せ始め、佳子を幻滅させてしまう。
栗原麻美 - 坂井真紀
佳子の同僚美容師。健治の異母妹。
神野勇吉 - 池田聡
健治の後輩。美容室の後継者。
古沢直樹 - 栗原良次
吉岡早苗 - 池田しょう子
佳子の親友。
マスター - 螢雪次朗
唐島かな子 - 吉田日出子
信人の母。入籍直後から佳子に対して、嫌味な言動が見られる様になる。
古沢友代 - 内田あかり
佳子の母。
唐島太郎 - 谷啓
信人の父。建設会社課長。
小田沼健治 - 世良公則
ホテルチェーンの御曹司。佳子とは以前、恋人同士だったが、冷淡な性格、チャランポランな態度が原因で破綻していた。のちに小田沼興業の後継者として、奮起。離婚寸前という事もあり、再会した佳子に急接近。最終回では、企業を救う為に、リスクを承知で総会屋を利用。

## テーマ曲
- 主題歌「思い出さない夜はないだろう」池田聡
- 挿入歌「愛が生まれた日」藤谷美和子・大内義昭
- 挿入歌「君の雨」栗原良次
  - 「愛が生まれた日」はオリコン最高位5位ながら16週にわたってトップ10にチャートインというロングヒットを記録し、売上は100万枚を超え、主題歌より挿入歌が大ヒットするという、稀有なケースとなった。カラオケにおけるデュエット・ソングの定番曲となっている。

## サブタイトル
- 第1話 マリッジブルーなんて…
- 第2話 昔の恋人を忘れられますか?
- 第3話 互いに秘密を明かせますか?
- 第4話 昔の恋人に戻れますか?
- 第5話 相手の過去を許せますか?
- 第6話 籍を入れたら安心ですか?
- 第7話 許せない嘘ついてませんか?
- 第8話 家を出たらお終りですか?
- 第9話 新しい愛が見つかりますか?
- 第10話 愛さえあれば幸せですか?
- 最終話 こんな私でいいんですか?

## スタッフ
- 企画･原作 - 秋元康
- 脚本 - 遠藤察男
- 音楽 - 辻陽
- プロデュース - 小松伸生、佐藤光夫
- 演出 - 雨宮望、堤幸彦

| 日本テレビ 土曜グランド劇場                  | 日本テレビ 土曜グランド劇場                          | 日本テレビ 土曜グランド劇場             |
| 前番組                                       | 番組名                                               | 次番組                                  |
| -------------------------------------------- | ---------------------------------------------------- | --------------------------------------- |
| 大人のキス (1993年10月23日 - 1993年12月18日) | そのうち結婚する君へ (1994年1月15日 - 1994年3月26日) | 家なき子 (1994年4月16日 - 1994年7月2日) |